# Ghanaische Volleyballnationalmannschaft der Frauen
Die ghanaische Volleyballnationalmannschaft der Frauen ist die Auswahl ghanaischer Volleyballspielerinnen, welche die Ghana Volleyball Association (GVA) auf internationaler Ebene, beispielsweise in Freundschaftsspielen gegen die Auswahlmannschaften anderer nationaler Verbände, aber auch bei internationalen Wettbewerben repräsentiert. 1961 trat der nationale Verband dem Weltverband Fédération Internationale de Volleyball (FIVB) bei. Im August 2012 wurde die Mannschaft nicht in der Weltrangliste geführt.

## Internationale Wettbewerbe

### Ghana bei Weltmeisterschaften
Die Mannschaft konnte sich bisher nicht für eine Weltmeisterschaft qualifizieren.

### Ghana bei Olympischen Spielen
Bisher gelang es der Mannschaft nicht, sich für die olympischen Wettbewerbe zu qualifizieren.

### Ghana bei Afrikameisterschaften
Die Mannschaft kann bisher zwei Teilnahmen an der Afrikameisterschaft vorweisen:
| - 1976: nicht qualifiziert - 1985: nicht qualifiziert - 1987: nicht qualifiziert - 1989: nicht qualifiziert - 1991: 4. Platz - 1993: 9. Platz - 1995: nicht qualifiziert - 1997: nicht qualifiziert | - 1999: nicht qualifiziert - 2001: nicht qualifiziert - 2003: nicht qualifiziert - 2005: nicht qualifiziert - 2007: nicht qualifiziert - 2009: nicht qualifiziert - 2011: nicht qualifiziert |

### Ghana bei den Afrikaspielen
Ghanas Volleyballnationalmannschaft der Frauen nahm bisher mindestens sechs Mal an den Wettbewerben der Afrikaspiele teil: 1978 erreichte die Mannschaft mit dem dritten Platz ihren größten Erfolg.

### Ghana beim World Cup
Ghana kann bisher keine Teilnahme am World Cup – dem Qualifikationsturnier für die Olympischen Spiele – vorweisen.

### Ghana beim World Grand Prix
Der World Grand Prix fand bisher ohne ghanaische Beteiligung statt.